# Ikast Stadion
Ikast Stadion – wielofunkcyjny stadion, położony w mieście Ikast, Dania. Swoje mecze na tym obiekcie rozgrywa zespół piłkarski Ikast FS. Jego pojemność wynosi 15 000 miejsc.